# Paul Gauguin: The Savage Dream
Paul Gauguin: The Savage Dream è un documentario del 1988 diretto da Michael Gill e basato sulla vita del pittore francese Paul Gauguin.